# Pluvianellus socialis
Il piviere di Magellano (Pluvianellus socialis Gray, 1846) è un uccello caradriiforme unico rappresentante del genere Pluvianellus e della famiglia Pluvianellidae.

## Distribuzione e habitat
Questo uccello è endemico dell'estremo sud di Cile e Argentina. Parte della popolazione migra a nord per l'inverno, raggiungendo la Penisola di Valdés nella Provincia di Chubut e più raramente la Provincia di Buenos Aires. Presenza accidentale sulle Isole Falkland.